# Vincent de Gournay
 (août 2017).
Si vous disposez d'ouvrages ou d'articles de référence ou si vous connaissez des sites web de qualité traitant du thème abordé ici, merci de compléter l'article en donnant les références utiles à sa vérifiabilité et en les liant à la section « Notes et références ».
Jacques Claude Marie Vincent, marquis de Gournay, plus connu sous le nom de Vincent de Gournay, né le 28 mai 1712 à Saint-Malo et mort le 27 juin 1759 à Cadix, est un négociant international devenu réformateur de l'économie française. Principal introducteur du libéralisme économique en France, on lui attribue la maxime libérale : « Laisser-faire, laisser passer ».

## Biographie
Originaire d'une des familles marchandes malouines, issue de Guillaume Vincent (1636-1692), il est le fils aîné de Claude Vincent (1676-1743), l'un des négociants les plus considérables de la ville, et de Françoise Thérèse Seré de La Villemarterre, fille de Jean Baptiste Séré, sieur de La Villemarterre, maire de la cité malouine. Sa sœur épouse Henri Baude de Saint-Père. Il fit ses « humanités » quatre années au collège de Juilly chez les Oratoriens, puis au  collège de La Flèche chez les Jésuites, avec lesquels il garda des relations suivies. Il est ensuite envoyé quelque temps en apprentissage, notamment à Amsterdam, avant de finir ses études de rhétorique au collège de Rennes .
À 17 ans, il partit pour Cadix — la ville a alors déjà supplanté Séville comme principal port d'échange entre l'Espagne et son empire américain — rejoignant une des principales firmes de négoce locales, Jamets frères & Olivier.  Jacques Vincent en devient en 1732, à à peine 20 ans, partenaire, l'entreprise se renommant alors Jamets, Verduc, Vincent et Cie. Il y restera 15 ans. Il se rendit à plusieurs reprises à la Cour d'Espagne, berceau du mercantilisme et visita les provinces. Il fera la fortune de cette entreprise et la sienne.
En 1744, son retour en métropole avait pour but une action patriotique d'envergure, concertée avec le ministre Maurepas: il parvint à convaincre les négociants de Cadix, malgré les risques de mer, de rapatrier, pour investir en France, leurs avoirs accumulés en Amérique latine. Plus de 200 millions de livres, en piastres, traversèrent l'océan Atlantique en convoi, sous haute surveillance des marines française et espagnole.
Il affectionne le terrain et fuit les courtisans et les bureaux. Pour évaluer les forces et les faiblesses des grandes puissances rivales de la France, il fait de l'intelligence économique et militaire, en pleine guerre. Il se rend en Angleterre, en Hollande, en Autriche et visite les villes allemandes. Il y rencontre de nombreuses personnalités politiques dont Robert Walpole et Lord Chesterfield, ainsi que les protestants français émigrés ; il est alors probablement investi de missions diplomatiques discrètes par le gouvernement français. Il dénonce la situation démographique dangereuse pour la France.
Son expérience de négociant cosmopolite se doublait d'une vaste culture économique. Il avait étudié notamment les recommandations de Josiah Child et de Johan de Witt. Il entretient des correspondances avec Amelot et Maurepas, qui furent ministres de Louis XV. Il hérite en 1746 du domaine de Gournay-sur-Aronde (aujourd'hui dans le département de l'Oise) et du titre de marquis, avant de se marier deux ans plus tard. En 1751, il changera d'orientation en achetant l'une des quatre charges publiques d'intendant du commerce et parcourt à ce titre les provinces de France. Il est accompagné, un temps, dans ses voyages par Turgot, sur qui il a une grande influence. Celui-ci écrivit son éloge funèbre par lequel nous ont été transmis de façon ordonnée les conseils de Gournay. La découverte des archives de Gournay dans les années 1980, par le chercheur japonais Takumi Tsuda, a permis de mieux connaître son action réformatrice.
Gournay, homme de dialogue et de réseaux, est très lié avec nombre d'Encyclopédistes et de jeunes hauts fonctionnaires sur lesquels il a une grande influence, sans pour autant laisser une œuvre théorique écrite. Il aurait eu, à la fin de sa vie, des échanges de vues avec Quesnay, fondateur de l'école physiocratique, mais leurs positions divergeaient. Notamment, il ne voyait pas toute la richesse dans la terre, qu'il ne négligeait pas, mais estimait que l'industrie et le commerce créent également de la valeur réelle. En 1753, il soutient au nom de la concurrence la création de la distillerie des Jésuites de La Flèche et les manufactures de draps (Pinel) de la Narbonnaise, à l'encontre du monopole portuaire marseillais.
« Le rôle des manufactures, dans les vues de l'État, est de produire, moins pour enrichir tel ou tel fabricant, que de donner de l'emploi au plus grand nombre de pauvres et de gens oisifs qu'il est possible, parce que l'État certainement s'enrichit quand tout le monde y est occupé ... » affirme-t-il le 19 janvier 1754.
Dès 1752, il demande par écrit à Trudaine de libérer le commerce du blé puisqu'il est partisan de la liberté commerciale, sans pour autant négliger l'émulation, l'encouragement et la protection. Il complète la revendication laissez-faire en maxime « laisser-faire et laisser passer », pour conclure en septembre 1753, ses réflexions sur la contrebande dans les termes suivants : « Ces deux mots, laisser faire et laisser passer, étant deux sources continuelles d’actions, seraient donc pour nous deux sources continuelles de richesses ».
Cette maxime sera reprise par les économistes physiocrates, puis par les économistes libéraux français qui en useront comme d'un slogan. Elle fera en tout cas une grande part de sa célébrité. Nicolas Baudeau, un économiste physiocrate, écrira dans sa Première introduction à la philosophie économique, l'un des grands manifestes de l'école de Quesnay, que « ce mot sublime, Laissez les faire, mériterait d'être gravé en lettres d'or sur une colonne de marbre dont il faudrait orner le tombeau de son auteur, feu M. de Gournay, en brûlant, au lieu d'encens au pied de son image, placée sur cette colonne, les recueils énormes sous le poids desquels gémissent dans notre Europe les manufactures et tous les arts qui nous logent, nous meublent, nous vêtent ou nous amusent. »
Gournay rejette le système mercantiliste et n'est ni à l'origine des conceptions ruralistes des physiocrates, qui sont le propre du médecin François Quesnay, ni à celle du libéralisme utilitariste absolu d'Adam Smith. Il lègue à ces écoles théoriques de pensée son attachement à la protection des personnes conjointement aux libertés économiques. Partisan de la liberté de commercer, de produire, de travailler, il dénonce la bureaucratie tatillonne dont il a forgé le nom, l'intervention directe de l'État dans l'économie par des aides permanentes (l'État doit rester principalement cantonné à des fonctions d'ordre public), mais aussi les corporations, les guildes, les privilèges exclusifs, comme celui de la Compagnie des Indes et de certains ports.
Fin 1756, il appuie la création de la Société d'Agriculture, de Commerce et des Arts de Bretagne, dont il définira les missions et rédigera les statuts. Trudaine et Bertin imposeront des Sociétés d'agriculture dans toutes les Généralités et les pays d'État dans le royaume, qui diffuseront la pensée de Gournay, jusque et au-delà de la Révolution française.
Il inspirera directement Turgot, Quesnay ou encore Trudaine et Malesherbes, Silhouette, Bertin… , et plus généralement toute la tradition économique libérale française.